# داستان پریان (ترانه الکساندر ریباک)
داستان‌پریان (به انگلیسی: Fairytale) آهنگی از آلبوم داستان‌های پریان است که توسط ویالونیست-خواننده الکساندر ریباک نوشته، تهیه و خوانده شده‌است. این ترانه در یوروویژن ۲۰۰۹ که در مسکو روسیه برگزار شد به مقام اول دست یافت. این آهنگ دارای بالاترین اختلاف امتیاز به‌دست آمده در تاریخ مسابقات یوروویژن است.